# 倭館修道院
35°59′20″N 128°24′12″E / 35.988832°N 128.403246°E
倭館聖茂樂聖蒲樂齊修道院是本篤會聖奧提來會在韓國慶尚北道漆谷郡倭館邑建立的一所修道院。修道院成立於1952年，接收從中國延吉和朝鮮德源自治會院區南下的會士，他們因新上台的共產政權迫害而流亡。2011年有131位會士，現任院長是布拉西奧·朴。